# EuroDance X-Press

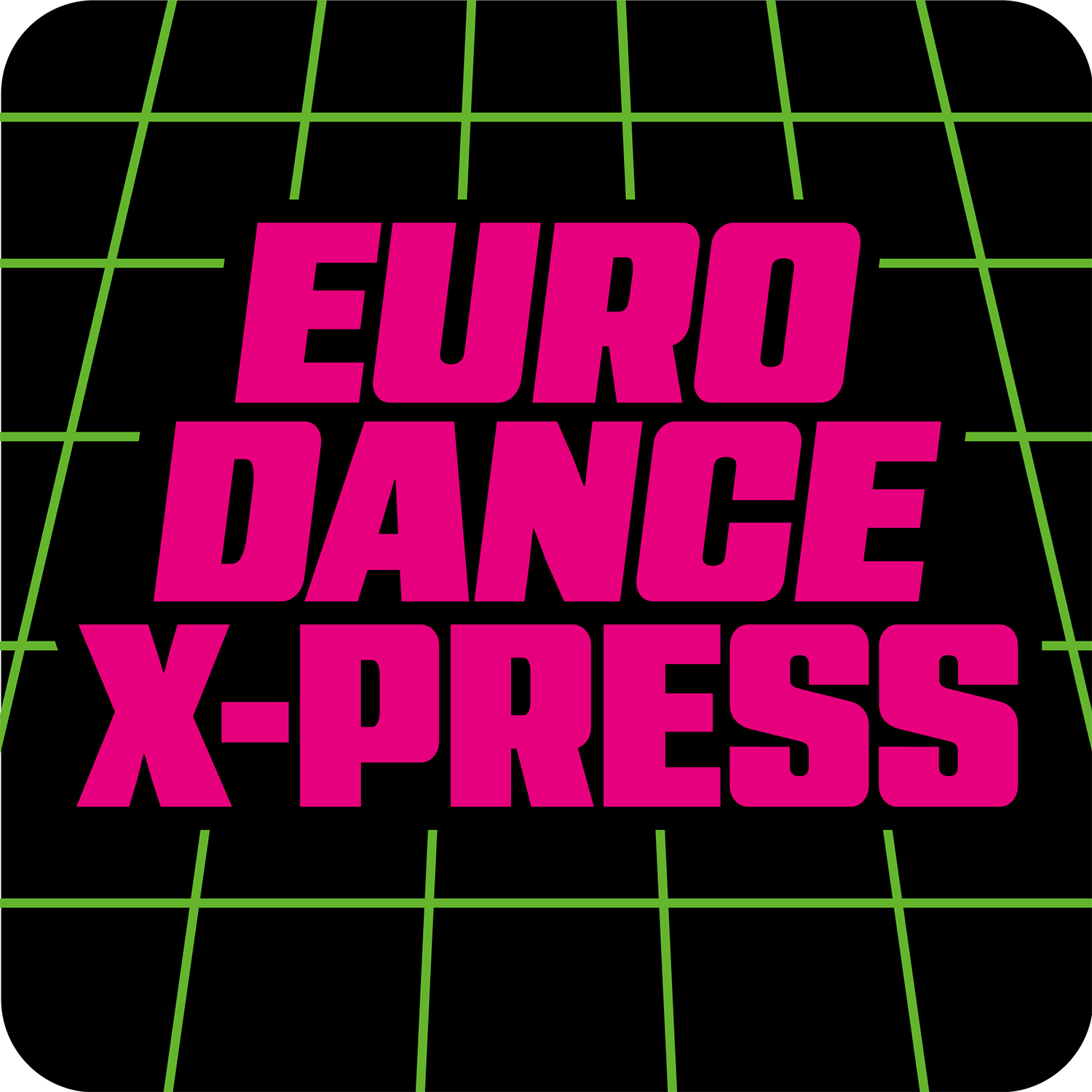
Logo des Radiosenders Eurodance-X-Press

Eurodance Xpress ist ein von der Kommunikationsbehörde Austria lizenzierter, terrestrischer Hörfunksender in Österreich. Betreiber ist die kronehit Radio BetriebsgmbH. Er ist am 21. Juni 2024 gemeinsam mit 27 weiteren Radiosendern in Österreich als Sender auf DAB+ gestartet, im MUX-II der ORS und damit in Ostösterreich terrestrisch zu empfangen. Die Lizenzdauer beträgt – wie bei privaten Radiosendern generell – 10 Jahre. Der Sender spielt Musik der Stilrichtungen Eurodance, 90s-Dance und kommerziellem House, der Slogan lautet „The Rhythm of your life“. Zielgruppe sind Hörerinnen und Hörer im Alter von 29 bis 49.

## Empfang
Eurodance X-Press ist im Osten Österreichs (Wien, Niederösterreich, Nordburgenland, Mürztal bis Kapfenberg) sowie im angrenzenden Ausland – unter anderem in der slowakischen Hauptstadt Bratislava – zu empfangen. Das Programm wird von der ORS über folgende Sendeanlagen verbreitet: Wien-Kahlenberg, Wien-DC Tower, Wien-Liesing, Semmering-Sonnwendstein und St.Pölten-Jauerling. Zusätzlich ist das Programm auch über Smart Speaker (Alexa Skill, Amazon Radio Skill Kit und TuneIn), App für iOS und Android sowie die Sendereigene Website eurodance.at zu hören. Eine Verbreitung über UKW ist durch die aktuelle Gesetzeslage in Österreich nicht möglich, sie erlaubt lediglich dem ORF den Betrieb mehrerer nationaler und regionaler Sender in einem Unternehmen.

## Programm
EuroDance X-Press sendet von 6–20 Uhr moderiertes Programm. In dieser Zeit gibt es zusätzlich stündlich Nachrichten sowie Wetter und Verkehrsinformationen. Moderatoren sind Lisa Pruckmair, Martin Cvetko, Nina Schachinger, Sandra Spick und Daniel Merano. Die Musik umfasst Classic Eurodance (Snap, Ace of Base, Dr. Alban), Italo Dance (MoDo, Black Box), Dance House (Chrystal Waters, S-Express).

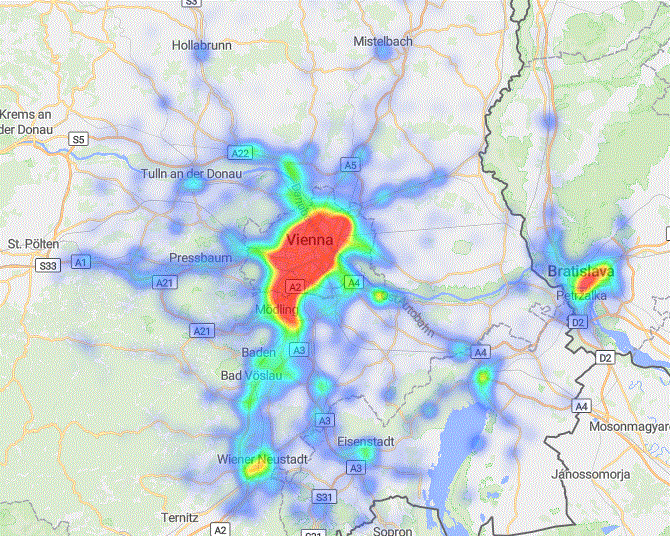
Reichweitenkarte Wien Kahlenberg des Senders Eurodance X-Press. Erstellt mit DTS-Autostage.

## Sonstiges
Der Sender verfügt neben der Homepage eurodance.at auch über Auftritte auf den Social-Media-Netzwerken Facebook und Instagram. Der Musikanteil im Programm beträgt etwa 75 %.